# Policía Militar de Argelia
La Policía Militar de Argelia (PMA) y los batallones de la policía militar, son unidades de combate pertenecientes a la policía militar del Ejército Nacional Popular de Argelia (ENPA).

## Historia
La policía militar existe desde la creación del Ejército Nacional Popular de Argelia (ENPA) en 1962, estas unidades están presentes en todos los regimientos. Estas unidades deben hacer guardia en las bases militares y a nivel de regimiento, su objetivo principal es dar caza a los reclutas recalcitrantes que desertaron o buscaron escapar del servicio militar, y también tienen la tarea de mantener la ley y el orden dentro de los regimientos. Sin embargo, no tienen poder judicial, ya que este, está reservado a la Gendarmería Nacional de Argelia y la Policía Nacional de Argelia.
Desde principios de la década de 1990, la ANP estableció sus primeros batallones de policía militar.  Sus hombres también reciben formación en la ESTS de Biskra.
Las unidades de la policía militar son unidades antiterroristas, estas unidades formaron parte del centro de coordinación de la lucha antisubversiva (en francés: Coordination de Lutte Anti-Subversive) (CLAS) durante la década de 1990, y han participado en la lucha contra los extremistas islámicos, hoy las unidades de la policía militar protegen y aseguran las instalaciones de las unidades de combate.

## Estructura
Los batallones de la policía militar están presentes en cada cuartel general de su región militar correspondiente, también brindan seguridad a los tribunales militares y están adscritos a la dirección general de justicia militar, hay diez batallones de la policía militar, o uno por cada región militar, pero las regiones militares más grandes tienen varios batallones policiales. La policía militar argelina trabaja conjuntamente con las unidades de logística y transporte, y con la policía de tránsito.

## Misiones
La policía militar ofrece seguridad y aplicación de la ley dentro de los regimientos del Ejército Popular Nacional (NPA), su acción se limita solo al ámbito de las fuerzas armadas. Las misiones de los batallones de la policía militar son:
- Búsqueda y captura de desertores.

- Control de tránsito de vehículos.

- Custodia y vigilancia de prisioneros de guerra.

- Escolta y protección de personas.

- Lucha contra la insurgencia y el terrorismo.

- Seguridad de instalaciones y bases militares.

## Armamento
Los soldados de la Policía Militar de Argelia están equipados con el equipo básico de las unidades del Ejército de Argelia:

### Pistolas ametralladoras
| Nombre                  | Imagen                  | Origen                  | Munición                | Fabricante              |
| Pistolas ametralladoras | Pistolas ametralladoras | Pistolas ametralladoras | Pistolas ametralladoras | Pistolas ametralladoras |
| ----------------------- | ----------------------- | ----------------------- | ----------------------- | ----------------------- |
| Glock 18                |                         | Austria                 | 9 × 19 mm Parabellum    | Glock                   |
| Beretta 93R             |                         | Italia                  | 9 × 19 mm Parabellum    | Beretta                 |

### Pistolas semiautomáticas
| Nombre                   | Imagen                   | Origen                         | Munición                 | Fabricante                                                              |
| Pistolas semiautomáticas | Pistolas semiautomáticas | Pistolas semiautomáticas       | Pistolas semiautomáticas | Pistolas semiautomáticas                                                |
| ------------------------ | ------------------------ | ------------------------------ | ------------------------ | ----------------------------------------------------------------------- |
| Tokarev TT-33            |                          | Unión Soviética                | 7,62 × 25 mm Tokarev     | Planta de armas de Tula                                                 |
| Makarov PM               |                          | Argelia Unión Soviética        | 9 × 18 mm Makarov        | Corporación KalashnikovEmpresa de Construcciones Mecánicas de Khenchela |
| Glock 17                 |                          | Austria                        | 9 × 19 mm Parabellum     | Glock                                                                   |
| Beretta 92               |                          | Italia                         | 9 × 19 mm Parabellum     | Beretta                                                                 |
| Pistola caracal          |                          | Argelia Emiratos Árabes Unidos | 9 × 19 mm Parabellum     | Caracal InternationalEmpresa de Construcciones Mecánicas de Khenchela   |
| Smith & Wesson M&P9      |                          | Estados Unidos                 | 9 x 19 mm Parabellum     | Smith & Wesson                                                          |
| Smith & Wesson M&P40     |                          | Estados Unidos                 | .40 S&W                  | Smith & Wesson                                                          |

### Subfusiles
| Nombre             | Imagen     | Origen     | Munición             | Fabricante     |
| Subfusiles         | Subfusiles | Subfusiles | Subfusiles           | Subfusiles     |
| ------------------ | ---------- | ---------- | -------------------- | -------------- |
| Beretta M12        |            | Italia     | 9 × 19 mm Parabellum | Beretta        |
| HK MP5             |            | Alemania   | 9 × 19 mm Parabellum | Heckler & Koch |
| HK MP5SD           |            | Alemania   | 9 × 19 mm Parabellum | Heckler & Koch |
| HK MP5K            |            | Alemania   | 9 x 19 mm Parabellum | Heckler & Koch |
| Heckler & Koch MP7 |            | Alemania   | HK 4,6 × 30 mm       | Heckler & Koch |

### Fusiles de asalto
| Nombre             | Imagen            | Origen                  | Munición          | Fabricante                                                              |
| Fusiles de asalto  | Fusiles de asalto | Fusiles de asalto       | Fusiles de asalto | Fusiles de asalto                                                       |
| ------------------ | ----------------- | ----------------------- | ----------------- | ----------------------------------------------------------------------- |
| AK-47              |                   | Unión Soviética         | 7,62 × 39 mm      | Corporación Kalashnikov                                                 |
| AKM                |                   | Argelia Unión Soviética | 7,62 × 39 mm      | Corporación KalashnikovEmpresa de Construcciones Mecánicas de Khenchela |
| Steyr AUG          |                   | Austria                 | 5,56 × 45 mm OTAN | Steyr Arms                                                              |
| Heckler & Koch G36 |                   | Alemania                | 7,62 × 51 mm OTAN | Heckler & Koch                                                          |
| Beretta ARX-160    |                   | Italia                  | 5.56 × 45 mm OTAN | Beretta                                                                 |
| Tipo 56            |                   | China                   | 7.62 × 39 mm      | Norinco                                                                 |
| Tipo 81            |                   | China                   | 7,62 × 39 mm      | Norinco                                                                 |

### Fusiles de francotirador
| Nombre                   | Imagen                   | Origen                   | Munición                 | Fabricante                                                              |
| Fusiles de francotirador | Fusiles de francotirador | Fusiles de francotirador | Fusiles de francotirador | Fusiles de francotirador                                                |
| ------------------------ | ------------------------ | ------------------------ | ------------------------ | ----------------------------------------------------------------------- |
| Sako TRG-22              |                          | Finlandia                | .308 Winchester          | SAKO                                                                    |
| Sako TRG-42              |                          | Finlandia                | .300 Winchester Magnum   | SAKO                                                                    |
| Remington MSR            |                          | Estados Unidos           | .338 Lapua Magnum        | Remington Arms                                                          |
| Zastava M93 Black Arrow  |                          | Serbia                   | 12,7 × 108 mm            | Zastava Arms                                                            |
| Dragunov SVD             |                          | ArgeliaUnión Soviética   | 7.62×54mmR               | Corporación KalashnikovEmpresa de Construcciones Mecánicas de Khenchela |

### Escopetas
| Nombre         | Imagen    | Origen         | Calibre    | Fabricante                                              |
| Escopetas      | Escopetas | Escopetas      | Escopetas  | Escopetas                                               |
| -------------- | --------- | -------------- | ---------- | ------------------------------------------------------- |
| Beretta RS-202 |           | Argelia Italia | Calibre 12 | BerettaEmpresa de Construcciones Mecánicas de Khenchela |

### Ametralladoras
| Nombre                   | Imagen | Origen          | Tipo                               | Munición       |
| ------------------------ | ------ | --------------- | ---------------------------------- | -------------- |
| RPK                      |        | Unión Soviética | Ametralladora ligera               | 7,62 × 39 mm   |
| Ametralladora ligera RPD |        | Unión Soviética | Ametralladora ligera               | 7,62 × 39 mm   |
| Ametralladora PK         |        | Unión Soviética | Ametralladora de propósito general | 7,62 × 54 mm R |

### Armas eléctricas
| Nombre                 | Imagen                 | Origen                 | Tipo                   |
| Armas de electrochoque | Armas de electrochoque | Armas de electrochoque | Armas de electrochoque |
| ---------------------- | ---------------------- | ---------------------- | ---------------------- |
| X-26                   |                        | Estados Unidos         | Taser                  |

### Granadas propulsadas por cohete
| Nombre       | Imagen       | Origen          | Tipo                          |
| Lanzacohetes | Lanzacohetes | Lanzacohetes    | Lanzacohetes                  |
| ------------ | ------------ | --------------- | ----------------------------- |
| RPG-7        |              | Unión Soviética | Granada propulsada por cohete |

### Lanzagranadas acoplado
| Nombre                 | Imagen                 | Origen                  | Munición               | Fabricante                                                                   |
| Lanzagranadas acoplado | Lanzagranadas acoplado | Lanzagranadas acoplado  | Lanzagranadas acoplado | Lanzagranadas acoplado                                                       |
| ---------------------- | ---------------------- | ----------------------- | ---------------------- | ---------------------------------------------------------------------------- |
| GP-25                  |                        | Argelia Unión Soviética | Granada de 40 mm       | Empresa de Construcciones Mecánicas de KhenchelaKBP Instrument Design Bureau |

## Equipamiento

### Cascos
| Nombre        | Imagen | Origen         | Tipo             |
| Cascos        | Cascos | Cascos         | Cascos           |
| ------------- | ------ | -------------- | ---------------- |
| Casco SPECTRA |        | Francia        | Casco de combate |
| Casco MICH    |        | Estados Unidos | Casco de combate |

### Otro equipamiento
- Chaleco antibalas
- Tonfa
- Uniforme
- Walkie-talkie

## Vehículos

### Automóviles
| Nombre                    | Imagen | Origen           | Tipo                          | Fabricante               |
| ------------------------- | ------ | ---------------- | ----------------------------- | ------------------------ |
| Škoda Rapid               |        | República Checa  | Automóvil de turismo          | Škoda                    |
| Volkswagen Polo V         |        | Alemania         | Automóvil de turismo          | Volkswagen               |
| Toyota Land Cruiser Prado |        | Japón            | Vehículo utilitario deportivo | Toyota                   |
| Land Rover Defender       |        | Reino Unido      | Vehículo todoterreno          | Land Rover               |
| Nissan Patrol             |        | Japón            | Vehículo todoterreno          | Nissan                   |
| Mercedes-Benz Clase G     |        | Alemania Argelia | Vehículo todoterreno          | Mercedes-BenzSAFAV-MB    |
| Mercedes-Benz Vito        |        | Alemania         | Furgoneta                     | Mercedes-Benz            |
| Mercedes-Benz Sprinter    |        | Alemania Argelia | Furgoneta                     | Mercedes-BenzSAFAV-MB    |
| Iveco Daily               |        | Argelia Italia   | Furgoneta                     | Groupe Ival AlgérieIveco |

### Camiones militares
| Nombre               | Imagen | Origen           | Fabricante             |
| -------------------- | ------ | ---------------- | ---------------------- |
| SNVI M120            |        | Argelia          | SNVI                   |
| SNVI M230            |        | Argelia          | SNVI                   |
| Mercedes-Benz Actros |        | Alemania Argelia | Mercedes-BenzSAFAVP-MB |
| Mercedes-Benz Atego  |        | Alemania Argelia | Mercedes-BenzSAFAVP-MB |
| Mercedes-Benz Axor   |        | Alemania Argelia | Mercedes-BenzSAFAVP-MB |
| Mercedes-Benz Unimog |        | Alemania Argelia | Mercedes-BenzSAFAVP-MB |
| Mercedes-Benz Zetros |        | Alemania Argelia | Mercedes-BenzSAFAVP-MB |

### Helicópteros
| Nombre                        | Imagen | Origen  | Tipo                   |
| ----------------------------- | ------ | ------- | ---------------------- |
| AgustaWestland AW109          |        | Italia  | Helicóptero utilitario |
| Eurocopter AS350 Ecureuil     |        | Francia | Helicóptero ligero     |
| Eurocopter AS355 Ecureuil 2   |        | Francia | Helicóptero ligero     |
| Aérospatiale AS550/555 Fennec |        | Francia | Helicóptero utilitario |

### Motocicletas
| Nombre      | Imagen | Origen   | Fabricante |
| ----------- | ------ | -------- | ---------- |
| BMW K1100LT |        | Alemania | BMW        |
| BMW R1100RT |        | Alemania | BMW        |
| BMW R1150R  |        | Alemania | BMW        |
| BMW R1200RT |        | Alemania | BMW        |
| BMW K1600GT |        | Alemania | BMW        |